# Superpuchar Grecji w piłce nożnej
Superpuchar Grecji w piłce nożnej (gr. Σούπερ Καπ Ελλάδος) – trofeum przyznawane zwycięskiej drużynie meczu rozgrywanego pomiędzy aktualnym Mistrzem Grecji oraz zdobywcą Pucharu Grecji w danym sezonie (jeżeli ta sama drużyna wywalczyła zarówno mistrzostwo, jak i Puchar kraju - to jej przeciwnikiem zostaje finalista Pucharu). Rozgrywki odbywały się z przerwami w latach 1980–2007.

## Historia
21 i 28 lipca 1948 roku odbyły się pierwsze nieoficjalne mecze o Superpuchar Grecji, który nazywał się wtedy Puchar Mistrzów (gr. Κύπελλον των Πρωταθλητών) lub Puchar Grupy Mistrzów (gr. Κύπελλον Πρωταθλητριών Oμάδων), w których Panathinaikos AO pokonał 3:0 i 2:0 Olympiakos SFP (z powodu fali upałów odbyły się w nocy). Następny nieoficjalny mecz o Superpuchar odbył się 31 sierpnia 1970 roku pomiędzy mistrzem Arisem Saloniki a zdobywcą Panathinaikosem (wynik 1:2). Wydarzenie zostało zorganizowane przez policję i trofeum został zatytułowany jako Puchar Policji Miejskiej Opieki nad dziećmi (gr. Κύπελλον Παιδικής Μερίμνης της Αστυνομίας Πόλεων). W następnym 1971 roku o trofeum, który nazywano Yperkypellon (gr. Υπερκύπελλον) walczył mistrz AEK Ateny oraz zdobywca Olympiakos SFP. 30 czerwca 1971 mecz zakończył się remisem 2:2, a drugi mecz przez wyjazd reprezentacji do Meksyku odbył się dopiero 5 września 1971, w którym AEK po podstawowym i dodatkowym czasie gry 1:1 pokonał w serii karnych 4:2 rywala. 
29 maja 1980 roku odbyła się pierwsza edycja Superpucharu Grecji z okazji ustanowienia profesjonalnej piłki nożnej w Grecji. Wydarzenie uznawane jest za oficjalne, mimo że zostało zorganizowane przez PSAT (gr. Σύνδεσμος Αθλητικού Τύπου, Stowarzyszenie Prasy Sportowej). W tym meczu mistrz kraju Olympiakos pokonał 4:3 zdobywcę Pucharu Kastorię.
Grecki Związek Piłkarski zorganizował w 1987 roku trofeum pod nazwą Puchar Przyjaźni i Solidarności (gr. Κύπελλο Φιλίας και Αλληλεγγύης). Pierwszy oficjalny pojedynek rozegrano 29 sierpnia 1987 roku. W tym meczu Olympiakos SFP pokonał 1:0 OF Irakleiou. Kolejne mecze odbywały się z przerwami do 1996. W latach 1987–1994 wszystkie dotychczasowe mecze odbyły się na Stadionie Olimpijskim w Atenach.
Pod nową nazwą Superpuchar Grecji (gr. Σούπερ Καπ Ελλάδος) wystartował ponownie w 2007 roku, ale w ciągu następnych trzech lat mistrzowskie drużyny zrobiły dublet, więc turniej został prawie zapomniany. W 2011 roku miał odbyć się mecz pomiędzy AEK a Olympiakosem, ale nie znaleziono wolnych terminów w kalendarzu oraz zawsze istniało ryzyko incydentów pomiędzy fanami klubów.

## Format
Mecz o Superpuchar Grecji rozgrywany jest przed rozpoczęciem każdego sezonu. W przypadku remisu po upływie regulaminowego czasu gry przeprowadza się dogrywka. Jeżeli i ona nie wyłoni zwycięzcę, to od razu zarządzana jest seria rzutów karnych.

## Zwycięzcy i finaliści
| Sezon                                                                | K | K | T | Zwycięzca        | Wynik            | Finalista        | Data, miejsce                                   | Uwagi                   |
| Superpuchar Grecji (gr. Σούπερ Καπ Ελλάδος)                          |   |   |   |                  |                  |                  |                                                 |                         |
| 1980                                                                 |   |   | 1 | Olympiakos SFP   | 4:3              | AGS Kastoria     | 29.05.1980, Stadion Karaiskákis, Pireus         | organizowany przez PSAT |
| 1981-1986                                                            |   |   |   |                  |                  |                  |                                                 | nie rozgrywano          |
| Puchar Przyjaźni i Solidarności (gr. Κύπελλο Φιλίας και Αλληλεγγύης) |   |   |   |                  |                  |                  |                                                 |                         |
| 1987                                                                 |   |   | 2 | Olympiakos SFP   | 1:0              | OF Irakleiou     | 29.08.1987, Stadion Olimpijski, Ateny           | organizowany przez HFF  |
| 1988                                                                 |   |   | 1 | Panathinaikos AO | 3:1              | AE Larisa        | 24.08.1988, Stadion Olimpijski, Ateny           |                         |
| 1989                                                                 |   |   | 1 | AEK Ateny        | 1:1 pd. (k. 6:5) | Panathinaikos AO | 30.08.1989, Stadion Olimpijski, Ateny, 39.300   |                         |
| 1990-1991                                                            |   |   |   |                  |                  |                  |                                                 | nie rozgrywano          |
| 1992                                                                 |   |   | 3 | Olympiakos SFP   | 3:1              | AEK Ateny        | 29.08.1992, Stadion Olimpijski, Ateny, 29.371   |                         |
| 1993                                                                 |   |   | 2 | Panathinaikos AO | 1:0              | AEK Ateny        | 18.08.1993, Stadion Olimpijski, Ateny, 35.000   |                         |
| 1994                                                                 |   |   | 3 | Panathinaikos AO | 3:0              | AEK Ateny        | 17.08.1994, Stadion Olimpijski, Ateny, 15.457   |                         |
| 1995                                                                 |   |   |   |                  |                  |                  |                                                 | nie rozgrywano          |
| 1996                                                                 |   |   | 2 | AEK Ateny        | 1:1 pd. (k. 9:8) | Panathinaikos AO | 11.08.1996, Stadion Karaiskákis, Pireus, 21.926 |                         |
| 1997-2006                                                            |   |   |   |                  |                  |                  |                                                 | nie rozgrywano          |
| Superpuchar Grecji (gr. Σούπερ Καπ Ελλάδος)                          |   |   |   |                  |                  |                  |                                                 |                         |
| 2007                                                                 |   |   | 4 | Olympiakos SFP   | 1:0              | AE Larisa        | 31.10.2007, Stadion Karaiskákis, Pireus, 7.141  |                         |

Uwagi:

- wytłuszczono i kursywą oznaczone zespoły, które w tym samym roku wywalczyły mistrzostwo i Puchar kraju (dublet),
- wytłuszczono zespoły, które zdobyły mistrzostwo kraju,
- kursywą oznaczone zespoły, które zdobyły Puchar kraju.

## Statystyka

### Klasyfikacja według klubów
W dotychczasowej historii finałów o Superpuchar Grecji na podium oficjalnie stawało w sumie 6 drużyn. Liderem klasyfikacji jest Olympiakos SFP, który zdobył trofeum 4 razy.
Stan na 31.05.2022. 
| Lp. | Klub             | Zdobywca | Finalista      | Zwycięskie sezony | Przegrane finały |   |   |                        |  |
| --- | ---------------- | -------- | -------------- | ----------------- | ---------------- | - | - | ---------------------- |  |
| Lp. | Klub             | 1.       | Olympiakos SFP | Zwycięskie sezony | Przegrane finały | 4 | 0 | 1980, 1987, 1992, 2007 |  |
| 2.  | Panathinaikos AO | 3        | 2              | 1988, 1993, 1994  | 1989, 1996       |   |   |                        |  |
| 3.  | AEK Ateny        | 2        | 3              | 1989, 1996        | 1992, 1993, 1994 |   |   |                        |  |
| 4.  | AE Larisa        | 0        | 2              |                   | 1988, 2007       |   |   |                        |  |
| 5.  | OF Irakleiou     | 0        | 1              |                   | 1987             |   |   |                        |  |
| 5.  | AGS Kastoria     | 0        | 1              |                   | 1980             |   |   |                        |  |

### Klasyfikacja według miast
Stan na 31.05.2022.
| Miasto | Liczba tytułów | Kluby                               |
| ------ | -------------- | ----------------------------------- |
| Ateny  | 5              | Panathinaikos AO (3), AEK Ateny (2) |
| Pireus | 4              | Olympiakos SFP (4)                  |

### Klasyfikacja według kwalifikacji
| Tytuł                    | Zwycięstw | Finałów |
| ------------------------ | --------- | ------- |
| Mistrz Grecji            | 4         | 5       |
| Zdobywca Pucharu Grecji  | 5         | 4       |
| Finalista Pucharu Grecji | 0         | 0       |